# Nenška jezika
Nenška jezika sta jezikovna družina dveh jezikov, ki jih govorijo Nenci na severu Rusije. Jezika te družine, gozdna nenščina in tundrska nenščina, sta pogosto obravnavana kot dve narečji istega jezika, vendar je med njima veliko razlik, medsebojna razumljivost pa je nizka. Tundrsko nenščino govori med 30.000 in 40.000 ljudi na območju med polotokom Kanin in reko Jenisej; gozdno nenščino pa govori med 1000 in 1500 ljudi na območju rek Agan, Pur, Ljamin in Nadim južno od govornega območja tundrske nenščine.
Nenška jezika uvrščamo v uralsko jezikovno družino, zaradi česar so poleg drugih manjšinskih jezikov Rusije v daljnem sorodstvu z nekaterimi evropskimi jeziki, npr. finščino, estonščino in madžarščino. Na oba nenška jezika je močno vplivala ruščina. V manjši meri sta na tundrsko nenščino vplivali tudi komijščina in severna hantijščina. Na gozdno nenščino je vplivala tudi vzhodna hantijščina. Tundrska nenščina je dobro opisan jezik, saj ima status manjšinskega in avtohtonega jezika. Književnost sega v trideseta leta 20. stoletja. Gozdna nenščina je bila prvič zapisana v devetdesetih letih 20. stoletja in je malo dokumentirana.

## Skupne značilnosti nenških jezikov
Tundrska nenščina ima 16 glagolskih naklonov, večino se jih uporablja za izražanje gotovosti ali moči posameznega ukaza. Splošna značilnost nenških jezikov je sistemska palatalizacija skoraj vseh soglasnikov, ki izvira iz kontrastov med različnimi samoglasniki protosamojedščine.
- Cä, *Ca → *Cʲa, *Ca
- Ce, *Cë → *Cʲe, *Ce
- Ci, *Cï → *Cʲi, *Ci
- Cö, *Co → *Cʲo, *Co
- Cü, *Cu → *Cʲu, *Cu

Velarna soglasnika *k in *ŋ sta se ob palatalizaciji dodatno premaknila v *sʲ in *nʲ. Do podobnih sprememb je prišlo tudi v drugih samojedskih jezikih, npr. eneščini, nganasanščini in izumrli juratščini.

## Razlike med tundrsko in gozdno nenščino
Tundrska nenščina je v splošnem ostala bližje protonenščini kot gozdna nenščina, na katere fonologijo so vplivala vzhodnohantska narečja. Spremembe v smeri sodobnih jezikov vključujejo:
Tundrska nenščina
- /wʲ/ → /j/: delabializacija /wʲ/ → /j/
- Lenalizacija začetnega /k/ → /x/
- Poenostavitev /ʔk/ → /k/

Gozdna nenščina
- Začetni /k/ → /x/
- Medialna denazalizacija /nʲ/ → /j/
- Sprememba rotičnih v lateralne pripornike: /r/, /rʲ/ → /ɬ/, /ɬʲ/
- Krajšanje dvojnih nosnikov
- Drobljenje dvojnega /lː/ → /nɬ/
- Fonemizacija palataliziranih mehkonebnikov /kʲ/, /xʲ/, /ŋʲ/ zaradi samoglasniških sprememb
- Dvigovanje nezvočnih samoglasnikov pred zlogom s prvotno nezvočnim samoglasnikom
- Izguba samoglasniških razlik v nenaglašenih zlogih
- Uvedba kratkih/dolgih kontrastov za /a/ in /æ/